# Bay City
Bay City je město ve Spojených státech amerických. Nachází se v okrese Bay County, jehož je hlavním sídlem, ve státě Michigan. Ve městě žije přibližně 33 tisíc obyvatel a jeho rozloha činí 29,0 km². Město bylo založeno roku 1831. Městem protéká řeka Saginaw, která zde ústí do Saginawské zátoky, která leží na hranici s Huronským jezerem.

## Rodáci
- Madonna (* 1958) – americká zpěvačka a herečka
- John List (1925–2008)
- Matt Meyer (* 1971) – americký politik
- Scott Steiner (* 1962) – Americký profesionální wrestler

## Partnerská města
- Ansbach, Německo